# Konstantin Sacharow
Konstantin Wiaczesławowicz Sacharow (ros. Константин Вячеславович Сахаров; ur. 19 marca?/31 marca 1881, zm. 23 lutego 1941 w Berlinie) – rosyjski oficer, generał wojsk białych podczas wojny domowej w Rosji, następnie na emigracji.

## Życiorys
Ukończył korpus kadetów w Orenburgu, a następnie Nikołajewską Szkołę Inżynieryjną i wreszcie w 1908 r. Nikołajewską Akademię Sztabu Generalnego. Walczył w I wojnie światowej, w 1917 r. otrzymał awans na stopień pułkownika.
W sierpniu 1917 r. poparł wystąpienie gen. Ławra Korniłowa przeciwko Rządowi Tymczasowemu. Następnie w grudniu tego samego roku, po rewolucji październikowej, przyłączył się do białej Armii Ochotniczej tworzonej przez gen. Korniłowa oraz gen. Michaiła Aleksiejewa. Pojmany przez bolszewików, w sierpniu 1918 r. uciekł z więzienia w Astrachaniu.
W tym samym miesiącu dotarł do wojsk adm. Kołczaka i otrzymał stanowisko dowódcy garnizonu wyspy Russkiej we Władywostoku. Od stycznia do marca 1919 r. był oficjalnym przedstawicielem gen. Antona Denikina, dowódcy Sił Zbrojnych Południa Rosji, w sztabie Armii Rosyjskiej Kołczaka, natomiast w kwietniu i maju tego samego roku pełnił funkcję oficera do specjalnych poruczeń. 22 maja 1919 r. powierzono mu obowiązki szefa sztabu Armii Zachodniej, które wykonywał do 21 czerwca tego samego roku. W publicznych wystąpieniach deklarował, iż walczy o Świętą Ruś, a jego klasą społeczną jest cały rosyjski naród. W końcu czerwca 1919 r., po chaotycznym odwrocie Armii Zachodniej z Ufy, został mianowany jej nowym dowódcą w miejsce gen. Michaiła Chanżyna.
Wspólnie z gen. Dmitrijem Lebiediewem przekonywał Kołczaka, że po kolejnych klęskach białych na Uralu w drugiej połowie lipca 1919 r. (utrata Złatousta i Jekaterynburga) konieczna i możliwa jest kontrofensywa. Mało doświadczeni generałowie Lebiediew i Sacharow przeceniali w tym momencie możliwości ofensywne Armii Zachodniej i sił Kołczaka w ogólności. Adm. Kołczak zaakceptował ostatecznie ich plan stoczenia bitwy z czerwoną 5 Armią pod Czelabińskiem. Starcie zakończyło się klęską białych, po której ostatecznie musieli oni wycofać się z Uralu.
22 lipca 1919 r., jeszcze w trakcie walk w rejonie Czelabińska, został dowódcą 3 Armii (zreorganizowanej Armii Zachodniej) w Armii Rosyjskiej. Pozostawał na tym stanowisku do października, następnie do listopada 1919 r. dowodził moskiewską grupą wojsk, tj. w rzeczywistości tym samym zgrupowaniem pod zmienioną nazwą. 6 listopada 1919 mianowano go dowódcą Frontu Zachodniego wojsk Kołczaka. W listopadzie 1919 r. postawiono przed nim zadanie obrony Omska, miasta, w którym rezydował Kołczak, przed czerwonymi; Sacharow zamierzał go bronić, opierając się o rzekę Irtysz. Gdy jednak ta nie zamarzła tak jak w poprzednich latach, uznał plany obrony miasta za beznadziejne, zwłaszcza w świetle docierających doń raportów o przechodzeniu całych dywizji białych na stronę przeciwnika. 11 listopada 1919 r. Sacharow nakazał ewakuację miasta i zniszczenie magazynów wojskowych. Po opuszczeniu Omska przez Kołczaka Sacharow został pozbawiony stanowiska. Podczas odwrotu białych do Irkucka dowodził jedną z kolumn marszowych. Do 12 grudnia 1919 r. pod jego dowództwem pozostawały 2 i 3 Armia, z trudnościami wycofujące się do Nowonikołajewska. 12 grudnia dowództwo nad nimi przejął Władimir Kappel.
Wobec ostatecznej klęski białych Sacharow opuścił Rosję. Emigrował najpierw do USA, był przez pewien czas robotnikiem w San Francisco, żył w Japonii, ostatecznie osiadł w Niemczech. Na emigracji spisał wspomnienia. Jego syn Igor służył w armiach Chin, Argentyny i Urugwaju, następnie walczył jako ochotnik po stronie frankistów w hiszpańskiej wojnie domowej.